# Jumamoskén i Agdam
Jumamoskén i Agdam är en shiamuslimsk moské i (ruin)staden Agdam i Nagorno-Karabach i Azerbajdzjan, som 1993–2020 låg i territorium som behärskades av den armeniska utbrytarrepubliken Republiken Artsach.
Agdam erövrades av Armenien under första Nagorno-Karabach-kriget, som utbröt 1988. Staden återerövrades under andra Nagorno-Karabach-kriget av Azerbajdzjan, vilket befästes med eldupphöravtalet i november 2020.
Den evakuerade och så gott som totalförstörda och minerade staden förblev öde under utbrytarrepubliken. Azerbadjans regering påbörjade efter 2020 en återuppbyggnad av staden och har avsatt betydande medel för investeringar i hela den återtagna regionen.
Moskén, med sina två torn, var den enda byggnad som var någorlunda intakt efter det första kriget, och har därefter till del (2023) renoverats.

## Historik
Jumamoskén uppfördes 1868-1870 av Karbalayi Safikhan Karabakhi i en för moskéer i  Karabach typisk stil, vilket bland annat innebar att stenpelarna placerades på det två våningar höga huvudpartiet, och att tak med nio kupoler användes. Andra moskéer i samma stil var moskén i Berda, Yukhari Govhar Agha-moskén i Sjusja, en moské i staden Fusuli och en i byn Horadiz.

## Bildgalleri

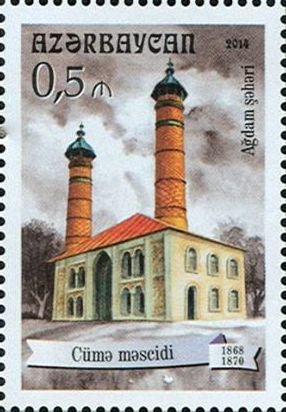
Moskén på frimärke
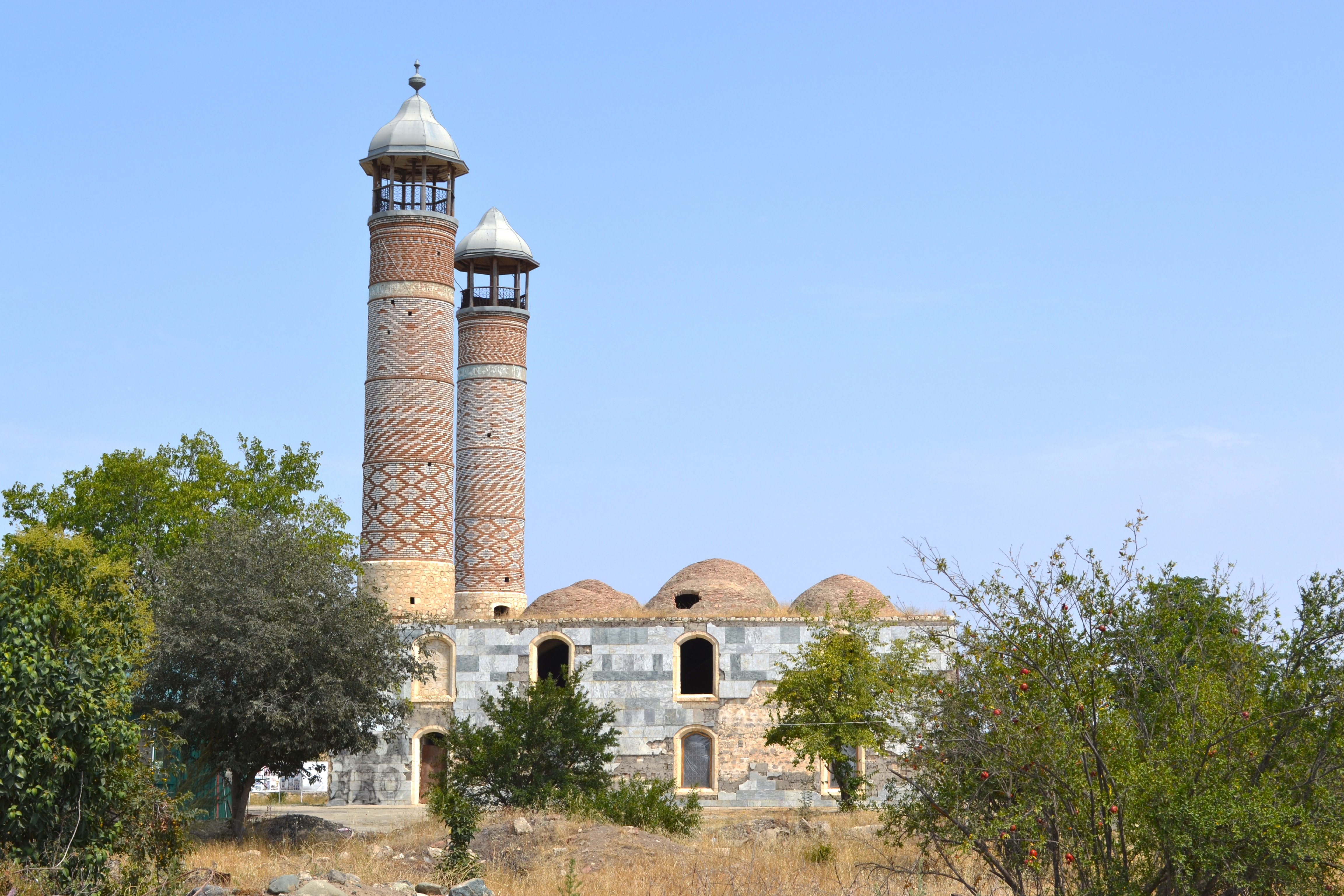
Moskåen sedd från väster, 2021
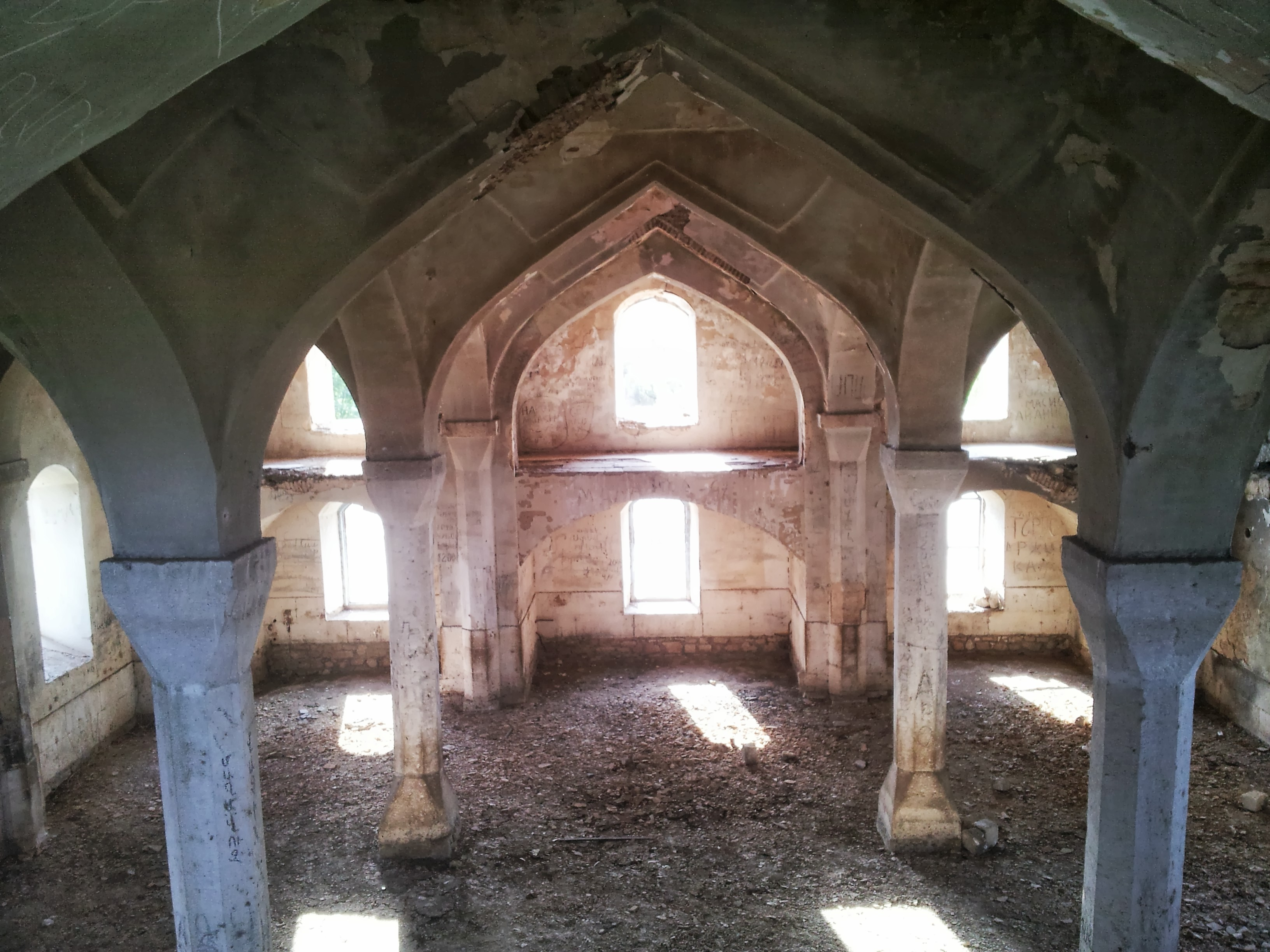
Interiör, 2000
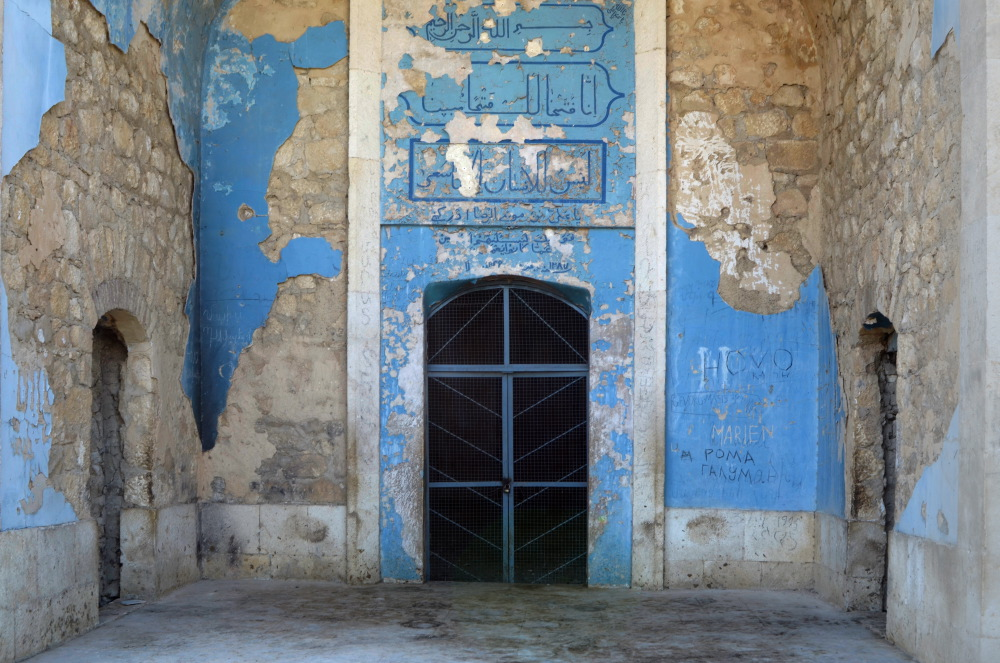
Entré, 2013
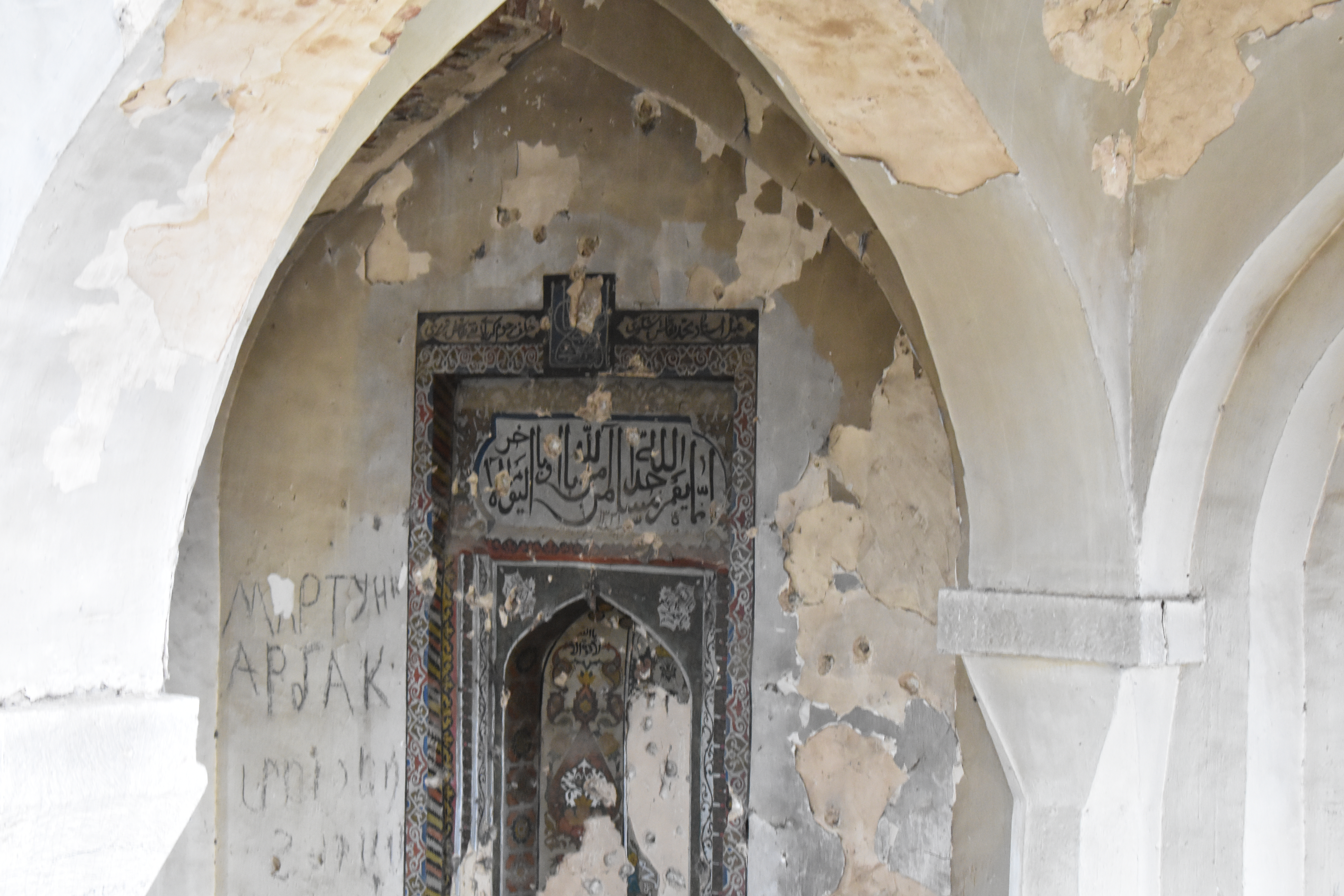
Mihrab, 2018
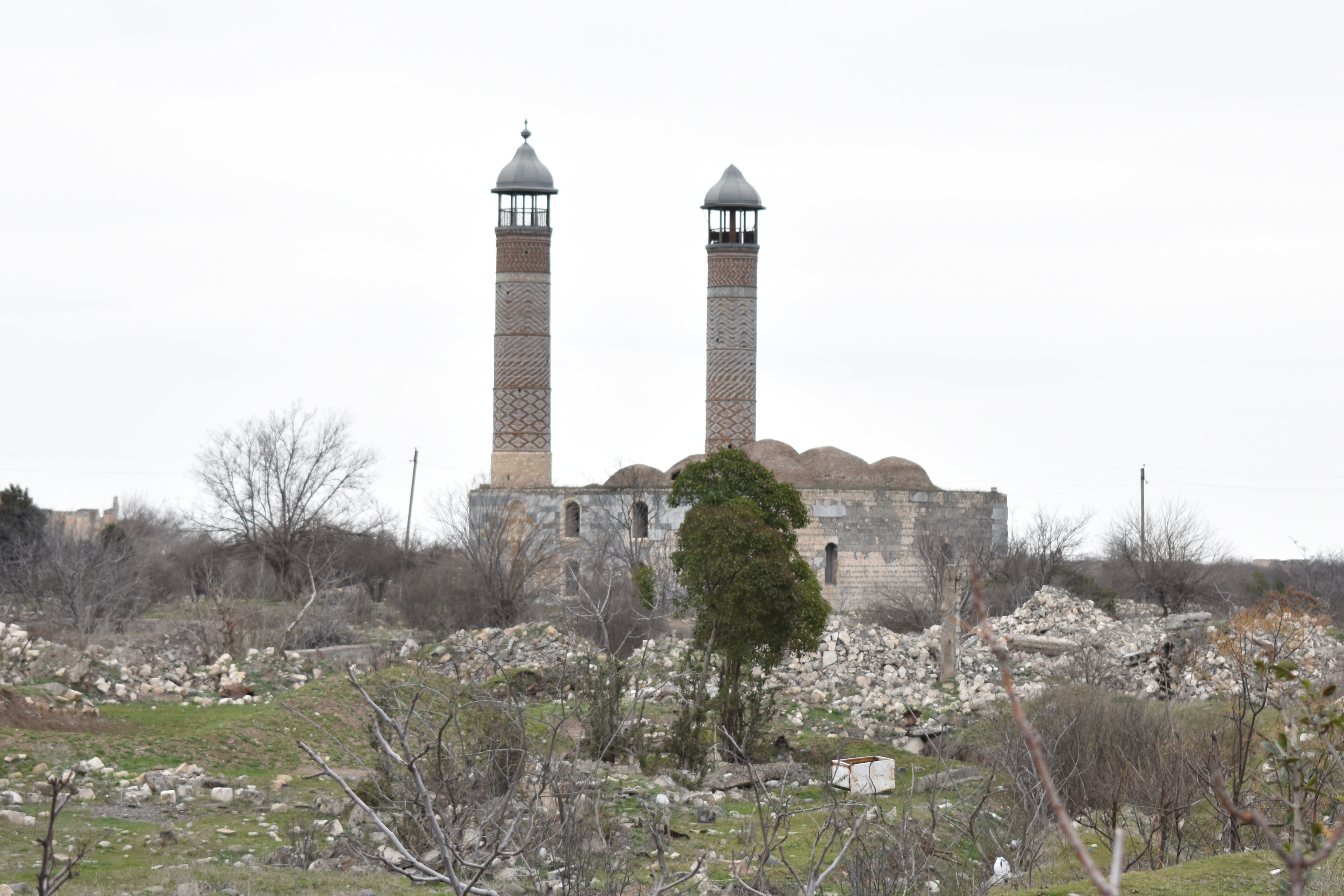
Moskén sedd från sydväst, 2018
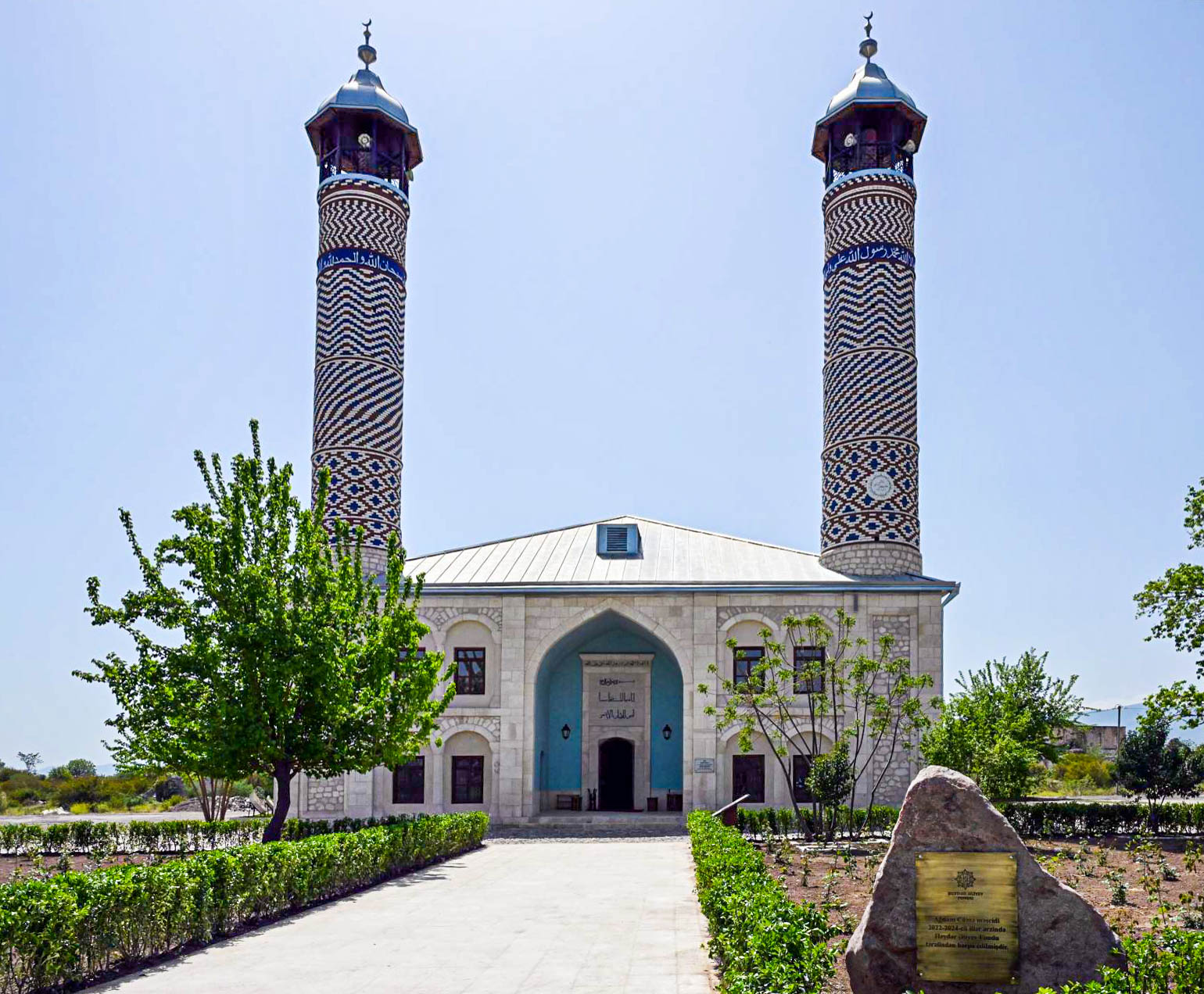
Moskén efter renovering, 2024